# 筑北村
筑北村（日语：／ Chikuhoku mura */?）是位于長野縣東筑摩郡的一村。設立于2005年10月11日，由本城村、坂北村、坂井村合併而成。